# Jarmo Kekäläinen
Jarmo Kekäläinen, född 3 juli 1966, är en finländsk befattningshavare och före detta ishockeyspelare som var senast general manager för den amerikanska ishockeyorganisationen Columbus Blue Jackets i NHL.
Han blev aldrig draftad av någon NHL–organisation.
Kekäläinen tillbringade tre säsonger i den nordamerikanska ishockeyligan National Hockey League (NHL), där han spelade för ishockeyorganisationen Boston Bruins och Ottawa Senators. Han producerade 13 poäng (fem mål och åtta assists) samt drog på sig 28 utvisningsminuter på 55 grundspelsmatcher. Han spelade även på lägre nivåer för Maine Mariners och Prince Edward Island Senators i AHL, Västerås IK i Elitserien, Ilves, KalPa (även i I–divisioona) och Tappara i SM-Liiga, Rapperswil-Jona i NLB och Clarkson Golden Knights (Clarkson University) i NCAA.
Han tog kandidatexamen i ledarskap vid Clarkson University och en master i industriell marknadsföring vid Tammerfors universitet.
Kekäläinen började sin befattningshavarkarriär som sportchef för den finska ishockeyklubben HIFK Hockey i SM-Liiga mellan 1995 och 1999, samtidigt som han var europascout för NHL–organisationen Ottawa Senators. Den 18 augusti 1999 blev han befordrad av Senators till chef för spelarpersonalen (Director of Player Personnel), den som sköter bland annat samspelet mellan spelarna och tränaren respektive ledningen. Han är ansvarig till att Senators draftade spelare som Marián Hossa, Jason Spezza, Martin Havlát, Chris Phillips, Mike Fisher, Bryan Berard, Chris Kelly, Anton Voltjenkov, Chris Neil, Brooks Laich, Magnus Arvedson och Sami Salo. Detta varade fram till september 2002 när St. Louis Blues kom med det ett erbjudande om att han skulle bli deras chef för amatörscoutingen, amatörscoutning innebär scoutning av spelare i bland annat CHL, college– och juniorserierna och de europeiska ligorna. Ett jobberbjudande han sa ja till. Den 3 juni 2005 valde Blues att befordra Kekäläinen till att bli assisterande general manager för Blues och åt deras dåvarande general manager Larry Pleau. Han behöll chefspositionen för organisationens amatörscouting. Han har varit ansvarig för att Blues har draftat spelare som Alex Pietrangelo, Erik Johnson, David Backes, David Perron, T.J. Oshie, Roman Polák, Lars Eller och Patrik Berglund. Den 30 juni 2010 valde Kekäläinen att avgå från sina positioner inom Blues och bli ny sportchef för finska Jokerit. Han var på den positionen i tre säsonger. Den 12 februari 2013 meddelade NHL–organisationen Columbus Blue Jackets att man hade sparkat deras general manager Scott Howson. Dagen efter så meddelade Blue Jackets president John Davidson att man hade anställt Kekäläinen som ny general manager för organisationen. Davidson var Kekäläinens chef i Blues. Han blev den första europeisk–födda general managern i NHL:s 96-åriga historia. Den 29 oktober 2013 meddelades att det finländska ishockeyförbundet hade utsett Kekäläinen till assisterande general manager för det finländska herrlandslaget under 2014 års olympiska vinterspel i ryska Sotji.

## Statistik
| 1983–1984           | KalPa                         | I–divisioona        | 23  | 0  | 1  | 1  | 2  | — | — | — | — | — |
| 1984–1985           | KalPa                         | I–divisioona        | 35  | 10 | 7  | 17 | 6  | — | — | — | — | — |
| 1985–1986           | Ilves                         | Liiga               | 28  | 6  | 6  | 12 | 8  | — | — | — | — | — |
| 1986–1987           | Ilves                         | Liiga               | 42  | 3  | 4  | 7  | 4  | — | — | — | — | — |
| 1987–1988           | Clarkson Golden Knights       | NCAA                | 32  | 7  | 11 | 18 | 38 | — | — | — | — | — |
| 1988–1989           | Clarkson Golden Knights       | NCAA                | 31  | 19 | 25 | 44 | 47 | — | — | — | — | — |
| 1989–1990           | Boston Bruins                 | NHL                 | 11  | 2  | 2  | 4  | 8  | — | — | — | — | — |
|                     | Clarkson Golden Knights       | NCAA                | 8   | 9  | 9  | 18 | 4  | — | — | — | — | — |
|                     | Maine Mariners                | AHL                 | 18  | 5  | 11 | 16 | 6  | — | — | — | — | — |
| 1990–1991           | Boston Bruins                 | NHL                 | 16  | 2  | 1  | 3  | 6  | — | — | — | — | — |
|                     | Maine Mariners                | AHL                 | 11  | 2  | 4  | 6  | 4  | 1 | 0 | 1 | 1 | 0 |
| 1991–1992           | KalPa                         | Liiga               | 24  | 2  | 8  | 10 | 24 | — | — | — | — | — |
| 1992–1993           | Tappara                       | Liiga               | 47  | 15 | 12 | 27 | 34 | — | — | — | — | — |
| 1993–1994           | Ottawa Senators               | NHL                 | 28  | 1  | 5  | 6  | 14 | — | — | — | — | — |
|                     | Prince Edward Island Senators | AHL                 | 18  | 6  | 6  | 12 | 18 | — | — | — | — | — |
|                     | Rapperswil–Jona               | NLB                 | 0   | 0  | 0  | 0  | 0  | 1 | 0 | 0 | 0 | 0 |
| 1994–1995           | Västerås IK                   | SHL                 | 32  | 2  | 6  | 8  | 32 | 1 | 0 | 0 | 0 | 0 |
| NHL totalt          | NHL totalt                    | NHL totalt          | 55  | 5  | 8  | 13 | 28 | — | — | — | — | — |
| AHL totalt          | AHL totalt                    | AHL totalt          | 47  | 13 | 21 | 34 | 28 | 1 | 0 | 1 | 1 | 0 |
| SHL totalt          | SHL totalt                    | SHL totalt          | 32  | 2  | 6  | 8  | 32 | 1 | 0 | 0 | 0 | 0 |
| Liiga totalt        | Liiga totalt                  | Liiga totalt        | 142 | 26 | 30 | 56 | 70 | — | — | — | — | — |
| NLB totalt          | NLB totalt                    | NLB totalt          | 0   | 0  | 0  | 0  | 0  | 1 | 0 | 0 | 0 | 0 |
| I–divisioona totalt | I–divisioona totalt           | I–divisioona totalt | 58  | 10 | 8  | 18 | 8  | — | — | — | — | — |
| NCAA totalt         | NCAA totalt                   | NCAA totalt         | 71  | 35 | 45 | 80 | 89 | — | — | — | — | — |